# Wells Branch
Wells Branch és una concentració de població designada pel cens dels Estats Units a l'estat de Texas. Segons el cens del 2000 tenia 11.271 habitants.

## Demografia
Segons el cens del 2000, Wells Branch tenia 11.271 habitants, 5.490 habitatges, i 2.580 famílies. La densitat de població era de 1.720,1 habitants per km².
Dels 5.490 habitatges en un 24,8% hi vivien nens de menys de 18 anys, en un 35,8% hi vivien parelles casades, en un 8,4% dones solteres, i en un 53% no eren unitats familiars. En el 40,9% dels habitatges hi vivien persones soles l'1% de les quals corresponia a persones de 65 anys o més que vivien soles. El nombre mitjà de persones vivint en cada habitatge era de 2,05 i el nombre mitjà de persones que vivien en cada família era de 2,87.
Per edats la població es repartia de la següent manera: un 20% tenia menys de 18 anys, un 14,4% entre 18 i 24, un 49,3% entre 25 i 44, un 14,2% de 45 a 60 i un 2,2% 65 anys o més.
L'edat mediana era de 30 anys. Per cada 100 dones de 18 o més anys hi havia 100,8 homes.
La renda mediana per habitatge era de 46.934 $ i la renda mediana per família de 60.530 $. Els homes tenien una renda mediana de 43.645 $ mentre que les dones 32.063 $. La renda per capita de la població era de 27.664 $. Aproximadament el 4,1% de les famílies i el 4,5% de la població estaven per davall del llindar de pobresa.

## Poblacions més properes
El següent diagrama mostra les poblacions més properes.